# صوفي (غلزار بردسير)
صوفي (بالفارسية: صوفی) هي قرية تقع في إيران في البلدة المركزية.